# مچیلین (شهرستان کالیش)
مچیلین (به لاتین: Mycielin) یک روستا در لهستان است که در گمینا مچیلین واقع شده‌است.